# Lista de senhores de Ferreira de Aves
Este anexo é composto por uma lista de Senhores de Ferreira de Aves:
- Soeiro Viegas, 1.º Senhor de Ferreira de Aves
- Paio Fernandes, (1105-1156), filho de Fernão Fernandes, Governador de Lamego em 1111, Senhor de Alvellos e neto de D. Fernão Jeremias, tronco dos Pachecos, foi o primeiro senhor de Ferreira de Aves nessa linhagem dos Pachecos pelo seu casamento com  D. Mayor Soares, filha herdeira de D. Soeiro Viegas, da linhagem dos de Ribadouro e 1º Senhor de Ferreira de Aves listado acima.
- Pero Pais, Senhor de Alvellos e 3.º Senhor de Ferreira de Aves
- Rui Peres de Ferreira, 4.º Senhor de Ferreira de Aves (1160- ?)
- Fernão Rodrigues Pacheco, 5.º Senhor de Ferreira de Aves (1189-1258)
- João Fernandes Pacheco, 6.º senhor de Ferreira de Aves (? -?)
- Lopo Fernandes Pacheco, 7.º senhor de Ferreira de Aves (1280 -?)
- Diogo Lopes Pacheco, 8.º senhor de Ferreira de Aves (1304 -1393)
- João Fernandes Pacheco, segundo do nome, 9.º senhor de Ferreira de Aves (1350 -1425)

Tendo o 9º Senhor de Ferreira de Aves, João Fernandes Pacheco, passado para o serviço do Rei de Castela cerca de 1395,  o Senhorio e morgado de Ferreira de Aves sai da linhagem dos Pacheco e passa à linhagem dos Coutinho
- D. Rui Vaz Coutinho[1], senhor de Ferreira de Aves,
- D. João Rodrigues Coutinho, senhor de Ferreira de Aves (1400 -?)
- D. Margarida de vilhena[2] & seu marido Martim Afonso de Melo, 3.º senhor de Ferreira de Aves jure uxoris,
- D. Rodrigo Afonso de Melo, 4.º Senhor de Ferreira de Aves (c.1430-25 de Novembro de 1487)